# Soziobiologie
Die Soziobiologie ist ein evolutionsbiologisch orientierter Zweig der Verhaltensbiologie, der in den 1940er-Jahren in den USA begründet wurde. Sie erforscht die biologischen Grundlagen der Formen des Sozialverhaltens bei allen Arten von sozialen Organismen einschließlich des Menschen. Die Bezeichnung Soziobiologie wurde 1975 durch Edward O. Wilson in seinem Werk Sociobiology: The New Synthesis popularisiert, der allerdings später die Soziobiologie ungewöhnlich scharf kritisiert hat (siehe Kritik).
Die Soziobiologie analysiert die biologischen Vorgänge, auf denen die Organisation in sozialen Verbänden beruht, zum Beispiel zwischen Eltern und ihren Nachkommen oder innerhalb von Termitenkolonien, Vogelscharen, Pavianhorden und Jäger- und Sammlerbanden. Das wirklich Neue an dieser Disziplin ist die Zusammenführung älterer Ansätze aus der Ethologie und der Psychologie mit neuen Resultaten aus Feldstudien und Laborversuchen sowie die Interpretation des Ganzen auf der Grundlage der modernen Genetik, der Ökologie und der Populationsbiologie.
Zum ersten Mal werden (menschliche) Gesellschaften streng als Populationen erforscht. Dabei bedienen sich die Wissenschaftler jener Instrumente, die innerhalb der Biologie ausdrücklich für die Untersuchung dieser höheren Organisationseinheiten entwickelt wurden. Der bisherige Forschungsgegenstand der Ethologie – die umfassenden tierischen Verhaltensmuster unter besonderer Berücksichtigung der Anpassung der Tiere an ihre natürliche Umwelt – wurde zur Grundlegung der Soziobiologie herangezogen. Die Ethologie bleibt dabei eine eigenständige Disziplin, welche die Soziobiologie in ihrer Zielrichtung und ihrem Forschungsgegenstand ergänzt.

## Evolution von Sozialverhalten
Im Unterschied zur Ethologie (der klassischen vergleichenden Verhaltensforschung), die eine möglichst genaue Beschreibung von Verhaltensweisen zum Ziel hatte, zielt die Soziobiologie wesentlich stärker auch auf das Nachvollziehen der Mechanismen, die im Verlauf der Stammesgeschichte bestimmte Verhaltensweisen hervorgebracht haben. Dabei steht die Betrachtung des adaptiven Wertes des Sozialverhaltens als Bestandteil des Gesamtverhaltens der Arten im Vordergrund.
Die Soziobiologie geht von einer unbegrenzten Replikationstendenz (Vermehrungstendenz) der Gene aus. DNA-Molekülketten sind die Träger der Gene und haben die Fähigkeit, in geeigneter biochemischer Umgebung ständig Kopien von sich selbst herzustellen. Gene zeichnen sich dadurch aus, dass sie im Gegensatz zu jedem sterblichen Körper Generationen überdauern können und über zahlreiche Möglichkeiten der Neukombination, vor allem bei geschlechtlicher Fortpflanzung, verfügen. Die Ausdrucksform des Genotyps, der jeweils eine einmalige Verbindung von Genen darstellt, ist der Phänotyp, das heißt die sich aufgrund der im Genotyp enthaltenen Information ausprägenden Körper- und Verhaltensmerkmale des Individuums.
Der Phänotyp – und als einer seiner Aspekte das Verhalten – bildet den unmittelbaren Ansatzpunkt für den Selektionsprozess (Auswahlprozess). Gut angepasste Phänotypen zeichnen sich durch hohe Fortpflanzungsraten aus. Das heißt, ihre Gene können sich gegenüber den Genen weniger gut angepasster Phänotypen ausbreiten. Begünstigt werden Gene, die ihre Träger mit Verhaltensweisen ausstatten, mit denen sie die ihnen zur Verfügung stehende Zeit und Energie erfolgreicher im Kampf um knappe Ressourcen einsetzen können als konkurrierende Individuen oder Artgenossen. Kurz: Sie sichern sich dadurch Überlebens- oder Ausbreitungsvorteile. Das Maß für die Eignung eines Gens ist folglich die Häufigkeit seines Auftretens in der nächsten Generation.
Die Soziobiologie nimmt – vereinfachend dargestellt – an, dass Gene – und nicht etwa Gruppen oder Arten – die Einheiten sind, an denen Selektion ansetzt. Anders als von der Gruppenselektionstheorie angenommen werden nicht Verhaltensweisen begünstigt, die das Beste für eine bestimmte Gruppe oder Art zu erzielen versuchen, sondern Selektion findet am Individuum statt.
Die Soziobiologie bietet zur Erklärung der Entstehung altruistischer Verhaltensweisen verschiedene Ansätze an:

### Verwandten-Selektion
Das Prinzip der Verwandtenselektion (auch: Sippenselektion; engl. kin selection) besagt, dass die Gesamtfitness (engl. inclusive fitness) eines Gens anhand zweier Komponenten ablesbar ist:
1. an der Eignung in einem Individuum selbst,
2. an der Verbreitung über Verwandte.

Es wird sich folglich ein Verhalten in der Selektion bewähren, das die Verbreitung und Eignung der Gene nicht nur individuell, sondern auch über Verwandte maximiert. Je näher zwei Individuen miteinander verwandt sind, desto wahrscheinlicher ist es, dass sie Träger gleicher Gene sind. Altruistisches (nichtegoistisches) Verhalten gegenüber Verwandten steigert also die Verbreitung der eigenen Gene und ist umso lohnender, je höher der Verwandtschaftsgrad ist. Alle Strategien zur Maximierung der Verbreitung von Individuen und ihrer Gene unterliegen immer wieder der Evolution und den auftretenden Umweltveränderungen, das heißt, es handelt sich um einen dynamischen Prozess.

### Reziproker Altruismus
Ein weiterer Erklärungsansatz ist das Konzept des reziproken Altruismus: Ein „Helfer-Gen“ kann sich durchsetzen, wenn es dem Helfer Nutzen bringt, z. B. wenn er als Folge auch selbst Empfänger von Hilfe werden kann.

## Soziobiologie des Menschen
Der Versuch, soziobiologische Erkenntnisse auf den Menschen anzuwenden, ist relativ neu. Sie konkurriert hier mit biosoziologischen Ansätzen (zur Abgrenzung der beiden Begriffe siehe dort).
Die Komplexität menschlichen Verhaltens sowie das Vorhandensein von Kultur erschwert die Forschung. Dennoch hat sich die Soziobiologie bemüht, anhand von Untersuchungen menschlicher Gesellschaften zu zeigen, dass auch menschliches Verhalten einer natürlichen Auswahl unterliegt und Anpassungscharakter hat. Übereinstimmungen im Verhalten von Menschen verschiedener Gesellschaften deuten auf ein Vorhandensein biologischer Faktoren hin und können mit Hilfe der Evolutionstheorie erklärt werden: So finden wir auch in weit voneinander entfernten menschlichen Kulturen, wie weitgehend schon in der Tierwelt, übereinstimmende Verhaltensmuster, die einen Selektionsvorteil boten. Zu ihnen gehört offensichtlich der mütterliche Schutz- und Pflegetrieb gegenüber den Jungen, der Wettbewerb der Männchen um die Weibchen, der den lebenstüchtigeren bevorzugte Paarungschancen gibt, ferner die Bereitschaft, einen höchstpersönlichen Besitz, eine etablierte Paarbindung, ein fremdes Revier, eine einmal ausgekämpfte Rangordnung einstweilen zu respektieren und dadurch die Gemeinschaft von permanenten Konflikten zu entlasten.
Die Erforschung der biologischen Grundlagen des Sozialverhaltens der Tiere legt es nahe, dass auch in der Biologie des Menschen bestimmte Verhaltensdispositionen angelegt sind, die auch an der Entwicklung der rechtlichen Verhaltensregelungen wesentlichen Anteil hatten und weiterhin haben. Es ist zu vermuten, dass in solchen angeborenen Verhaltensdispositionen auch bruchstückhafte Elemente unserer Moral und damit auch unseres Rechtsgefühls, folglich auch unserer Gerechtigkeitsvorstellungen liegen. Hierbei ist aber davon auszugehen, dass die biologisch vorgegebenen Verhaltensdispositionen nur als fragmentarische Verhaltensmotivationen wirksam werden, die Freiräume offenlassen und einer Ergänzung durch kulturell geschaffene Verhaltensordnungen bedürfen, wenn ein geordnetes Zusammenleben in einer komplexen Gemeinschaft möglich sein soll. Vorläufer finden manche dieser Gedanken in der alten Lehre von den  „inclinationes naturales“, also den natürlichen Neigungen des Menschen, die das Gemeinschaftsleben lenken. In der Antike fanden sich solche Gedanken bei Aristoteles und in der Stoa, im Mittelalter dann auch bei Thomas von Aquin.
Während sich die konventionelle Soziobiologie zunächst nur mit der Analyse allgemeiner Verhaltensweisen, ihrer Bedeutung, ihren Vorteilen sowie ihrer genetischen Grundlage unter Einbeziehung der jeweiligen Umweltsituation beschäftigt hat, konnten viele Aspekte menschlichen Handelns erst durch die Annahme einer Koevolution von genetischer Vererbung und kultureller Tradierung von Verhalten erklärt werden. Diese Annahme ermöglichte eine integrative Sicht von Biologie und Sozial- beziehungsweise Humanwissenschaften; sie wurde beispielsweise durch Konrad Lorenz in seinem Buch Die Rückseite des Spiegels ausformuliert. Diese Vorstellung eines Zusammenspiels der kulturellen Entwicklung mit der Biologie des Menschen (einer „Gen-Kultur-Koevolution“) versucht, den Widerspruch zwischen genetischer Bestimmung von menschlichem Verhalten und kultureller Entwicklung zu überwinden. Sie geht davon aus, dass eine Wechselwirkung zwischen genetischer Weitergabe von Verhalten und kultureller Informationsübertragung besteht. Die Entwicklung des menschlichen Geistes war ihrer Auffassung nach Ergebnis bestimmter genetisch gesteuerter physikalischer Prozesse. Dadurch wurde überhaupt erst die Ausbildung einer Kultur möglich, die ihrerseits wieder Rückwirkung auf die geistige Entwicklung des Menschen hatte. Ebenso wie genetisch festgelegte unterliegen auch kulturelle Verhaltensweisen einer natürlichen Auswahl. Das heißt, es gibt gut und weniger gut angepasste, wobei die aufgrund ihrer genetischen Anlagen besser angepassten Verhaltensweisen schließlich mit größerer Häufigkeit verbreitet werden. Menschliche Kultur ist also Ergebnis positiver Selektion. Gewisse geistige Fähigkeiten haben sich als förderlich im Sinne der Evolution erwiesen. Mit Hilfe seiner Kultur hat der Mensch Probleme wie Selbsterhaltung und Fortpflanzung besser lösen können und sich dabei Vorteile bei der Anpassung an vorgegebene Umweltbedingungen erworben.
Dennoch unterscheiden sich genetische und kulturelle Evolution in wesentlichen Merkmalen. Bei der ersteren werden Erbinformationen über den Mechanismus der Fortpflanzung weitergegeben. Dies hat eine beständige, kontinuierliche, dafür wenig flexible Entwicklung und Anpassung zur Folge. Die kulturelle Evolution beruht auf überliefertem Wissen und individuellen Erfahrungen, die im Gehirn gespeichert, verarbeitet, variiert und schließlich an die Nachkommen weitergegeben werden. Sie beinhaltet dadurch die Möglichkeit zur größeren Flexibilität und schnelleren Anpassung, kann aber unbeständiger sein. Dies erklärt die Vielfalt der Kulturen und die große Geschwindigkeit, mit der sich die menschliche Entwicklung vollzogen hat. Man kann also festhalten, dass die kulturelle ebenso wie die genetische Weitergabe von Information im Dienste der erfolgreichen Fortpflanzung steht.

## Kritik
Mit dem Versuch einer Übertragung der Soziobiologie auf den Menschen erwuchs gleichzeitig auch eine scharfe Kritik an dieser Disziplin. Die Kritiker wandten sich gegen die Annahme einer genetischen Bestimmung menschlichen Verhaltens. Soziobiologie überschätze die biologische Determiniertheit menschlichen Verhaltens und setze bestimmte, empirisch nicht überprüfbare Ereignisse in der Evolution als gegeben voraus. Soziobiologen verstünden Ungleichstellung von Menschengruppen als naturgegeben und unumgänglich, da menschliches Verhalten für sie biologisch determiniert sei. Soziobiologen postulieren natürliche Geschlechtsunterschiede oder Unterschiede zwischen Ethnien als Erklärung für Machthierarchien. In seinem Buch Race, Evolution, and Behavior setzte John Philippe Rushton Asiaten, Kaukasier und Schwarze in eine hierarchische Reihenfolge und nahm an, dass es genetisch determinierte Intelligenz- und Persönlichkeitsunterschiede zwischen den drei Gruppen gibt.
Die Soziobiologie ist wegen ihrer Aussagen zur Determiniertheit menschlichen Verhaltens umstritten.
Kritiker argumentieren, es sei einfach, soziobiologische Erklärungen über die Evolution und die Basis für menschliche Handlungen zu konstruieren, wobei es sich jedoch um Pseudo-Erklärungen handele, die unbegründete Annahmen bekräftigen würden. Laut Richard Lewontin seien soziobiologische Theorien sorgfältig so konstruiert, dass sie sich nicht testen lassen, und die Erklärungen der Soziobiologen seien „fantasievolle“ Geschichten. Soziobiologen würden Erkenntnisse der Genetik vernachlässigen. Zum Beispiel seien laut Soziobiologen solche Merkmale wie Fremdenfeindlichkeit, Religion und Ethik in den Genen kodiert und kulturelle Unterschiede genetisch bedingt, obwohl empirische Befunde dagegen sprächen. Außerdem würden Soziobiologen versuchen, ihre Erklärungen komplexer Verhaltensweisen durch unzulässige Vergleiche zum Tierreich plausibler erscheinen zu lassen, so etwa indem sie Sklaverei durch Verweis auf manche Ameisenarten erklären, die Ameisennester anderer Arten überfallen, die Brut verschleppen und die erbeuteten Eier und Puppen dann freiwillig im fremden Nest arbeiten (vgl. Sozialparasitismus bei Ameisen). Auch die Bezeichnung egoistisches Gen als „Motor des Seins“ wurde als Schlagwort einer Irrlehre und als stark vereinfachende Erklärung der menschlichen Evolution kritisiert. Die Soziobiologie wird von Kritikern als eine Erscheinungsform des Biologismus genannt, da sie psychische und soziale Phänomene auf unzulässige Weise auf biologische Prozesse zurückführen wolle. Der Evolutionsbiologe Ernst Mayr kritisierte die Soziobiologen als reduktionistisch: Sie betrachteten Lebewesen als „einen Bohnensack voll Gene“, übersähen Gesamtzusammenhänge, blendeten ganze Phasen wie etwa die Embryonalentwicklung aus. Der Anthropologe Marshall Sahlins betonte die Rolle von Kultur, demnach sei menschliches Verhalten nicht nur durch biologische Faktoren, sondern auch durch kulturelle Aspekte wie Sprache, Gestik und künstlerischen Ausdruck bestimmt.
Soziobiologen erwiderten diese Kritik, indem sie betonten, dass sich die Soziobiologie um eine Erforschung des Wesens des Menschen und seines Sozialverhaltens allein auf der Grundlage naturwissenschaftlicher Beweiskraft ohne ethisch-moralische Bewertungen sowie politische Zielsetzungen bemühe.
Inzwischen übt der Soziobiologe und Namensgeber der Soziobiologie, Edward O. Wilson, selbst eine scharfe Kritik an der Soziobiologie, indem er die Gesamtfitness-Theorie für nicht wissenschaftlich begründet hält. Wilson sagte über die Soziobiologie:
„Das alte Paradigma der sozialen Evolution, das nach vier Jahrzehnten fast schon Heiligenstatus genießt, ist damit gescheitert. Seine Argumentation von der Verwandtenselektion als Prozess über Hamiltons Ungleichung als Bedingung für Kooperation bis zur Gesamtfitness als darwinschem Status der Koloniemitglieder funktioniert nicht. Wenn es bei Tieren überhaupt zur Verwandtenselektion kommt, dann nur bei einer schwachen Form der Selektion, die ausschließlich unter leicht verletzbaren Sonderbedingungen auftritt. Als Gegenstand einer allgemeinen Theorie ist die Gesamtfitness ein trügerisches mathematisches Konstrukt; unter keinen Umständen lässt es sich so fassen, dass es wirkliche biologische Bedeutung erhält.“
Die Kritik von Wilson spaltet bis heute Wissenschaft und Biologie in der auch gesellschaftlich und politisch aktuellen Frage, ob es genetisch determinierte Intelligenz- und Persönlichkeitsunterschiede zwischen den Völkern bzw. gesellschaftlichen Schichten gibt. Wilson zufolge wird die Interpretation der Gen-Kultur-Koevolution mit dem Extremfall adoptierter Aborigines klar widerlegt. Er schreibt, „dass Kleinkinder aus Jäger-und-Sammler-Gesellschaften, die bei Adoptivfamilien in technologisch fortschrittlichen Gesellschaften aufwachsen, zu kompetenten Mitgliedern dieser Gesellschaften werden – obwohl die Abstammungslinie des  Kindes sich vor 45.000 Jahren von der der Adoptiveltern getrennt hat!“
Diese Feststellung erweitert Wilson zu dem Verständnis der Gen-Kultur-Koevolution, dass die wesenhafte Evolution menschlicher Gesellschaften zu Zivilisationen während der letzten mindestens 45.000 Jahre als ein kultureller und nicht als ein genetischer Prozess angesehen werden sollte.

## Bedeutende Soziobiologen
- John Crook
- Richard Dawkins
- Jared Diamond
- John Dittami
- Irenäus Eibl-Eibesfeldt
- Bert Hölldobler
- Desmond Morris
- Matt Ridley
- Jürgen Tautz
- Robert Trivers
- Eckart Voland
- Wolfgang Wickler
- Edward O. Wilson
- Franz M. Wuketits
- Vero Wynne-Edwards